# Тим Крул
Тимоти Мајкл Крул (хол. Timothy Michael Krul; Хаг, 3. април 1988) јесте холандски фудбалер, који тренутно наступа за Лутон Таун.

## Репрезентација
Крул је 4. јуна 2011. дебитовао за репрезентацију Холандије у пријатељској утакмици против Бразила. Није било голова, а Крул је направио неколико добрих одбрана. Нашао се на списку учесника евроског првенства 2012, али није одиграо ни једну утакмицу. Прву такмичарску утакмицу одиграо је 7. септембра 2012. у Амстердаму против Турске. Била је то прва утакмица Холандије у квалификацијама за светско првенство 2014, а Холандија је славила 2:0. У четвртфиналу светског првенства, на утакмици против Костарике, тренер Холандије Луј ван Гал га је у 120+1. минуту, непосредно пред пенале, увео уместо Јаспера Силесена. Крул је сваки пут погодио страну у коју ће да шутирају играчи Костарике, одбранио 2 пенала и одвео Холандију у полуфинале. Ово је било први пут у историји светских првенстава да је голман уведен у игру искључиво да би бранио пенале.

## Трофеји

### Норич Сити
- Чемпионшип (1): 2018/19.

### Холандија У17
- Европско првенство у фудбалу до 17 година: финале 2005.
- Светско првенство у фудбалу до 17 година: треће место 2005.

### Холандија У21
- Европско првенство у фудбалу до 21 године (1): 2007.

### Холандија
- Светско првенство у фудбалу: треће место 2014.